# Danh sách đĩa đơn quán quân Hot 100 năm 1973 (Mỹ)
Billboard Hot 100, công bố hàng tuần bởi tạp chí Billboard, là bảng xếp hạng các đĩa đơn thành công nhất tại thị trường âm nhạc Hoa Kỳ.

## Lịch sử xếp hạng
| Ngày phát hành | Bài hát                                      | Nghệ sĩ                     |
| -------------- | -------------------------------------------- | --------------------------- |
| 6 tháng 1      | "You're So Vain"                             | Carly Simon                 |
| 13 tháng 1     | "You're So Vain"                             | Carly Simon                 |
| 20 tháng 1     | "You're So Vain"                             | Carly Simon                 |
| 27 tháng 1     | "Superstition"                               | Stevie Wonder               |
| 3 tháng 2      | "Crocodile Rock"                             | Elton John                  |
| 10 tháng 2     | "Crocodile Rock"                             | Elton John                  |
| 17 tháng 2     | "Crocodile Rock"                             | Elton John                  |
| 24 tháng 2     | "Killing Me Softly with His Song"            | Roberta Flack               |
| 3 tháng 3      | "Killing Me Softly with His Song"            | Roberta Flack               |
| 10 tháng 3     | "Killing Me Softly with His Song"            | Roberta Flack               |
| 17 tháng 3     | "Killing Me Softly with His Song"            | Roberta Flack               |
| 24 tháng 3     | "Love Train"                                 | The O'Jays                  |
| 31 tháng 3     | "Killing Me Softly with His Song"            | Roberta Flack               |
| 7 tháng 4      | "The Night the Lights Went Out in Georgia"   | Vicki Lawrence              |
| 14 tháng 4     | "The Night the Lights Went Out in Georgia"   | Vicki Lawrence              |
| 21 tháng 4     | "Tie a Yellow Ribbon Round the Ole Oak Tree" | Dawn featuring Tony Orlando |
| 28 tháng 4     | "Tie a Yellow Ribbon Round the Ole Oak Tree" | Dawn featuring Tony Orlando |
| 5 tháng 5      | "Tie a Yellow Ribbon Round the Ole Oak Tree" | Dawn featuring Tony Orlando |
| 12 tháng 5     | "Tie a Yellow Ribbon Round the Ole Oak Tree" | Dawn featuring Tony Orlando |
| 19 tháng 5     | "You Are the Sunshine of My Life"            | Stevie Wonder               |
| 26 tháng 5     | "Frankenstein"                               | The Edgar Winter Group      |
| 2 tháng 6      | "My Love"                                    | Paul McCartney and Wings    |
| 9 tháng 6      | "My Love"                                    | Paul McCartney and Wings    |
| 16 tháng 6     | "My Love"                                    | Paul McCartney and Wings    |
| 23 tháng 6     | "My Love"                                    | Paul McCartney and Wings    |
| 30 tháng 6     | "Give Me Love (Give Me Peace on Earth)"      | George Harrison             |
| 7 tháng 7      | "Will It Go Round in Circles"                | Billy Preston               |
| 14 tháng 7     | "Will It Go Round in Circles"                | Billy Preston               |
| 21 tháng 7     | "Bad, Bad Leroy Brown"                       | Jim Croce                   |
| 28 tháng 7     | "Bad, Bad Leroy Brown"                       | Jim Croce                   |
| 4 tháng 8      | "The Morning After"                          | Maureen McGovern            |
| 11 tháng 8     | "The Morning After"                          | Maureen McGovern            |
| 18 tháng 8     | "Touch Me in the Morning"                    | Diana Ross                  |
| 25 tháng 8     | "Brother Louie"                              | Stories                     |
| 1 tháng 9      | "Brother Louie"                              | Stories                     |
| 8 tháng 9      | "Let's Get It On"                            | Marvin Gaye                 |
| 15 tháng 9     | "Delta Dawn"                                 | Helen Reddy                 |
| 22 tháng 9     | "Let's Get It On"                            | Marvin Gaye                 |
| 29 tháng 9     | "We're an American Band"                     | Grand Funk                  |
| 6 tháng 10     | "Half-Breed"                                 | Cher                        |
| 13 tháng 10    | "Half-Breed"                                 | Cher                        |
| 20 tháng 10    | "Angie"                                      | The Rolling Stones          |
| 27 tháng 10    | "Midnight Train to Georgia"                  | Gladys Knight & the Pips    |
| 3 tháng 11     | "Midnight Train to Georgia"                  | Gladys Knight & the Pips    |
| 10 tháng 11    | "Keep on Truckin' (Part 1)"                  | Eddie Kendricks             |
| 17 tháng 11    | "Keep on Truckin' (Part 1)"                  | Eddie Kendricks             |
| 24 tháng 11    | "Photograph"                                 | Ringo Starr                 |
| 1 tháng 12     | "Top of the World"                           | The Carpenters              |
| 8 tháng 12     | "Top of the World"                           | The Carpenters              |
| 15 tháng 12    | "The Most Beautiful Girl"                    | Charlie Rich                |
| 22 tháng 12    | "The Most Beautiful Girl"                    | Charlie Rich                |
| 29 tháng 12    | "Time in a Bottle"                           | Jim Croce                   |